# Historique du parcours international du Hassania d'Agadir
Cet article présente les différentes campagnes internationales réalisées par le Hassania d'Agadir. Depuis sa fondation le 22 décembre 1946, le HUSA a participé à deux Ligue des champions, à une Coupe de la confédération et à deux Ligue des champions arabes.
Le Hassania d'Agadir participa également en 1988 à un tournoi amical appelée coupe Mohammed V qui regroupait plusieurs clubs étrangers parmi les plus prestigieux au monde. Il réussit à se qualifier en finale dans cette compétition avant de se faire battre par les Monégasques de l'AS Monaco par un but à zéro.

## Bilan général des rencontres internationales du HUSA
Bilan du parcours international du Hassania d'Agadir à partir de 2003  (Résultats mis à jour jusqu'en 2009 pour les coupes internationales)
| Coupes d'Afrique de la CAF    | Saisons | Titres | J  | G | N | P | Bp | Bc | Diff |
| ----------------------------- | ------- | ------ | -- | - | - | - | -- | -- | ---- |
| Ligue des Champions de la CAF | 2       | 0      | 8  | 2 | 4 | 2 | 7  | 2  | +5   |
| Coupe de la confédération     | 1       | 0      | 4  | 2 | 2 | 0 | 4  | 3  | +1   |
| Total                         | 3       | 0      | 12 | 4 | 6 | 2 | 11 | 5  | +6   |
| Coupes arabes de l'UAFA       | Saisons | Titres | J  | G | N | P | Bp | Bc | Diff |
| Ligue des champions arabes    | 2       | 0      | 4  | 0 | 2 | 2 | 1  | 5  | -4   |
| Total                         | 2       | 0      | 4  | 0 | 2 | 2 | 1  | 5  | -4   |
| Total Général                 | 5       | 0      | 16 | 4 | 8 | 4 | 12 | 10 | +2   |

## Compétitions africaines

### Bilan générale
Le Hassania d'Agadir n'a participé seulement qu'a trois éditions de compétitions africaines et n'est cependant pas assez expérimenté dans ce genre de compétitions. Sa dernière participation à une compétition africaine date de 2007 dans le cadre de la coupe de la confédération. Lors de cette édition, le Hassania d'Agadir se fait éliminer en seizième de finale.

#### Bilan par compétition
Bilan du parcours international du Hassania d'Agadir à partir de 2003  (Résultats mis à jour jusqu'en 2007 pour les coupes internationales)
| Coupes d'Afrique de la CAF    | Saisons | Titres | J  | G | N | P | Bp | Bc | Diff |
| ----------------------------- | ------- | ------ | -- | - | - | - | -- | -- | ---- |
| Ligue des Champions de la CAF | 2       | 0      | 8  | 2 | 4 | 2 | 7  | 2  | +5   |
| Coupe de la confédération     | 1       | 0      | 4  | 2 | 2 | 0 | 4  | 3  | +1   |
| Total                         | 3       | 0      | 12 | 4 | 6 | 2 | 11 | 5  | +6   |

- Les buts marqués lors de séances aux tirs au but ne sont pas comptabilisés
- Les défaites et victoires lors de séances de pénaltys ne sont pas prises en compte
- Le Hassania d'Agadir remporta un match par forfait ; il a été comptabilisé en tant que match gagné sans le résultat (un forfait signifie une victoire 3 buts à 0 d'après le règlement, mais pour le bilan, il est comptabilisé un 0-0).

### Formats de compétition
Il existe plusieurs compétitions africaines de clubs. Toutes ont connu des changements, des modifications importantes, pour disparaître, être refondues ou renommées. À une époque où l'on pouvait en compter quatre, il n'existe plus que deux compétitions majeures du football africain de nos jours. Cependant le Hassania d'Agadir a seulement participé à deux compétitions africaines différentes. Ces compétitions sont la Ligue des Champions de la CAF et la Coupe de la confédération.

### 2003: Ligue des Champions de la CAF
Après avoir remporté le titre de Champion du Maroc en 2002, le Hassania d'Agadir est donc qualifié pour disputer la « Ligue des Champions de la CAF » de l'édition 2003, pour la première fois de son histoire.
Il entame la compétition directement au premier tour face au club libyen ayant pour nom Al-Ittihad Tripoli. Il s'agit du premier match africain et de toutes compétitions internationales confondues de l'histoire du Hassania. La formation libyenne, a elle aussi entamé la compétition directement au premier tour.
| Match | Tour                      | Club              | Aller | Total           | Retour | Club               | Match |
| ----- | ------------------------- | ----------------- | ----- | --------------- | ------ | ------------------ | ----- |
| 01    | Trente-deuxième de finale | Hassania d'Agadir | 0-0   | 0-0 (5-4) t.a.b | 0-0    | Al Ittihad Tripoli | 02    |
| 03    | Seizième de finale        | Hassania d'Agadir | 0-0   | 0-1             | 0-1    | ASEC Mimosas       | 04    |

Pour sa première participation à une compétition africaines et international, le Hassania d'Agadir affronte lors de son premier match au premier tour qui est l'équivalent des trente-deuxièmes de finale, le club libyen du Al Ittihad Tripoli. Le match aller opposant le Hassania au Al Ittihad Tripoli qui s'est joué à Agadir s'est terminé sur le score de 0-0. Après un match nul, le Hassania d'Agadir doit tout faire pour remporter cette rencontre joué à l'extérieur mais finalement aucun des deux clubs ne réussit à se départager. Et après une séance de tirs au but, le Hassania d'Agadir décroche son ticket pour le second tour qui est l'équivalent des seizièmes de finale.
Mais malheureusement, la compétition s'arrête ici pour le Hassania d'Agadir qui se fait éliminer après un match nul lors du match aller et après une défaite sur le score d'un but à zéro en Côte d'ivoire dans le cadre du match retour.

### 2004: Ligue des Champions d'Afrique
Grâce au titre remporté de Champion du Maroc en 2003, le Hassania d'Agadir se qualifie pour disputer l'édition 2003 de la « Ligue des Champions de la CAF ». Il s'agit de sa seconde participation dans une compétition africaine mais de sa troisième dans une compétition internationale puisque le Hassania d'Agadir démarra l'édition 2004 de la Ligue des champions arabes de football 2004-2005. Le Hassania d'Agadir entame donc la compétition dès les tours préliminaires qui est l'équivalent des trente-deuxièmes de finale face au club mauritanien d'Al Nasr de Sebkha.
| Match | Tour                      | Club              | Aller | Total   | Retour  | Club              | Match |
| ----- | ------------------------- | ----------------- | ----- | ------- | ------- | ----------------- | ----- |
| 05    | Trente-deuxième de finale | Hassania d'Agadir | 7-0   | Forfait | Forfait | Al Nasr de Sebkha | 06    |
| 07    | Seizième de finale        | Étoile du Sahel   | 2-0   | 2-0     | 0-0     | Hassania d'Agadir | 08    |

Pour sa seconde participation à une compétition africaine, le Hassania d'Agadir affronte lors de son premier match au premier tour qui est l'équivalent des trente-deuxièmes de finale, le club mauritanien d'Al Nasr de Sebkha. Le match aller opposant le Hassania à Al Nasr de Sebkha, qui s'est joué à Agadir, s'est terminé par une large victoire sur le score de sept buts à zéro. Cette défaite a incité les dirigeants du club mauritanien à déclarer forfait avant le match retour qui devait avoir lieu en Mauritanie.
Mais comme la saison dernière, la compétition s'arrête ici pour le Hassania d'Agadir qui se fait éliminer par les Tunisiens de l'Étoile du Sahel après une défaite au match aller sur le score de deux buts à zéro et un nul lors du match retour.

### 2007: Coupe de la Confédération
Après s'être classé cinquième en championnat en 2006, le Hassania d'Agadir se qualifie pour disputer la "Coupe de la confédération" de l'édition 2007, qui est sa première participation dans cette compétition et sa quatrième dans une compétition internationale.
Il entame la compétition directement au premier tour face aux Sénégalais de l'US Gorée. Il s'agit du premier match dans cette compétition pour le Hassania. Les Sénégalais, ont cependant du commencer la compétition dans les tours préliminaires qui est l'équivalent des soixante-quatrièmes de finale.
| Match  | Tour                      | Club       | Aller | Total          | Retour | Club              | Match  |
| ------ | ------------------------- | ---------- | ----- | -------------- | ------ | ----------------- | ------ |
| 09 (1) | Trente-deuxième de finale | US Gorée   | 0-0   | 2-3            | 2-3    | Hassania d'Agadir | 10 (2) |
| 11 (3) | Seizième de finale        | Dolphin FC | 1-0   | 1-1(5-3) t.a.b | 0-1    | Hassania d'Agadir | 12 (4) |

Pour sa première participation à cette compétition, le Hassania ne réussit pas à concrétiser lors du match aller au Sénégal qui se termine par un nul. Mais lors du match retour, le Hassania d'Agadir a montré un autre visage grâce au soutien de son public, il réussit à se qualifier pour les seizièmes de finale. Ce match fut très difficile pour le Hassania mais celui-ci réussit tout de même à gagner sur le score de trois buts à deux.
Pour le compte des seizièmes de finale, le Hassania doit affronter le club nigérian du Dolphin FC qui celui-ci s'était qualifié en battant le club gambien de Hawks FC sur le score d'un but à zéro. Le match aller a été remporté par les Nigérians sur le score d'un but à zéro lors d'un match joué au Nigeria. Après cette défaite, le club d'Agadir doit tout faire pour marquer à domicile et ne pas se prendre de buts. Et finalement le match retour se termine par une victoire du Hassania d'Agadir sur le score d'un but à zéro. Mais le club ne réussit pas à se qualifier pour les huitièmes de finale puisque celui-ci perd aux tirs au but sur le score de 5-3. Ce fut une très belle aventure pour Hassania d'Agadir qui celui-ci entama sa troisième compétition africaine.

## Compétitions arabes

### Bilan générale
Bilan du parcours international du Hassania d'Agadir à partir de 2004  (Résultats mis à jour jusqu'en 2009 pour les coupes internationales)
| Coupes arabes de l'UAFA    | Saisons | Titres | J | G | N | P | Bp | Bc | Diff |
| -------------------------- | ------- | ------ | - | - | - | - | -- | -- | ---- |
| Ligue des champions arabes | 2       | 0      | 4 | 0 | 2 | 2 | 1  | 5  | -4   |
| Total                      | 2       | 0      | 4 | 0 | 2 | 2 | 1  | 5  | -4   |

### 2004: Ligue des Champions arabes
Le Hassania d'Agadir se qualifie dans cette compétition pour la première fois de son histoire grâce à sa place de quatrième en championnat. Durant cette saison le Tournoi du Prince Faysal bin Fahad qui rendait hommage au Prince Faysal bin Fahad qui celui-ci mourut en 2002 s'est vu renommée en Ligue des Champions arabes. Cette édition s'agit de la 20e et de la première sous ce nom. Le Hassania d'Agadir entame la compétition aux tours préliminaires qui est l'équivalent des seizièmes de finale face aux égyptiens d'Al Ahly SC.
| Match | Tour               | Club              | Aller | Total | Retour | Club       | Match |
| ----- | ------------------ | ----------------- | ----- | ----- | ------ | ---------- | ----- |
| 01    | Seizième de finale | Hassania d'Agadir | 0-0   | 0-3   | 0-3    | Al Ahly SC | 2     |

Le Hassania d'Agadir ne réussit finalement pas à se qualifier au premier tour qui est l'équivalent des huitièmes de finale car il se fait éliminer par les Égyptiens qui après un nul à Agadir sur le score de 0-0, battent le Hassania d'Agadir sur le score de trois buts à zéro en Égypte. Pour leur première participation à cette compétition, le Hassania d'Agadir ne réussit pas à se qualifier au premier tour et ne remporte aucun match mis à part un match nul. De plus le Hassania ne réussit à marquer aucun but.

### 2009: Ligue des Champions arabes
Cette édition s'agit de la seconde où le Hassania d'Agadir y participe, cette édition s'agit aussi de la 25e et de la sixième avec le nom de Ligue des champions arabes. Le Hassania d'Agadir entame la compétition directement au premier tour qui est l'équivalent des huitièmes de finale face au irakiens d'Al Qowa Al Jawia et non aux tours préliminaires qui est l'équivalent des seizièmes de finale comme lors de la sa participation précédente.
| Match | Tour               | Club             | Aller | Total | Retour | Club              | Match |
| ----- | ------------------ | ---------------- | ----- | ----- | ------ | ----------------- | ----- |
| 03    | Seizième de finale | Al Qowa Al Jawia | 2-1   | 2-1   | 0-0    | Hassania d'Agadir | 4     |

Le Hassania d'Agadir ne réussit finalement pas à se qualifier aux huitièmes de finale car il se fait éliminer par les Irakiens d'Al Qowa Al Jawia qui remporte le match aller sur le score de deux buts à un en Irak mais le Hassania d'Agadir après sa défaite ne réussit pas à marquer en ratant de nombreuses actions lors du match retour à Agadir. Au bilan, pour sa seconde participation, le club réussit à passer les tours préliminaires même s'il fut dispensé de ce tour mais n'a pas réussi à se qualifier aux huitièmes de finale contrairement aux autres clubs marocains que sont le Wydad de Casablanca ainsi que le Raja de Casablanca.

## Matchs internationaux par saison
Voici un tableau récapitulant tous les matchs internationaux du Hassania d'Agadir.